# A950 road
Die A950 road ist eine A-Straße in der schottischen Council Area Aberdeenshire.

## Verlauf
Die Straße zweigt an einem Kreisverkehr im Zentrum Peterheads von der A982 ab. Sie verlässt die Stadt in westlicher Richtung und kreuzt die A90 (Edinburgh–Fraserburgh). Die A950 verläuft weiter nach Westen durch die dünnbesiedelten Regionen Aberdeenshires. Sie bindet verschiedene Weiler und einzelne Gehöfte an das Straßennetz an, darunter das Dorf Longside. Jenseits von Longside quert die Straße das South Ugie Water, einen Quellfluss des Ugie.
Die A950 erreicht schließlich Mintlaw, wo die A952 (Toll of Birness–Cortes) kreuzt. Jenseits von Mintlaw dreht dir A950 sukzessive nach Nordwesten ab. Sie kreuzt die A981 (Fraserburgh–New Deer) und bildet die Hauptstraße der Ortschaft New Pitsligo. Rund 1,5 km jenseits der Ortschaft mündet die A950 nach einer Gesamtlänge von 31,5 km in die A98 (Fraserburgh–Fochabers) ein.